# Miroslav Bogosavac
Miroslav Bogasavac (ser. Мирослав Богосавац; ur. 14 października 1996 w Sremskiej Mitrovicy) – serbski piłkarz grający na pozycji lewego obrońcy. Od 2020 jest piłkarzem klubu Achmat Grozny.

## Kariera klubowa
Swoją karierę piłkarską Bogasavac rozpoczynał w juniorach klubu FK Partizan. W 2013 roku został wypożyczony do grającego w Prvej lidze, FK Teleoptik. Następnie przez kolejne 2,5 roku był nadal wypożyczony do Teleoptika, w którym w sezonie 2013/2014 spadł do Srpskiej ligi. Na początku 2016 roku wrócił do Partizana i 25 lipca 2015 zadebiutował w jego barwach w wygranym 6:0 domowym meczu z FK Jagodina. W sezonie 2015/2016 wywalczył z Partizanem wicemistrzostwo Serbii oraz zdobył Puchar Serbii. Z kolei w sezonie 2016/2017 sięgnął z nim po dublet - mistrzostwo oraz puchar kraju.
Na początku 2017 roku Bogasavac przeszedł do klubu FK Čukarički. Swój debiut w nim zaliczył 25 lutego 2017 w zwycięskim 1:0 domowym spotkaniu z Napredakiem Kruševac. W Čukaričkim grał do końca 2019 roku.
W lutym 2020 Bogasavac został wypożyczony do Achmatu Grozny. Swój debiut w Achmacie zanotował 29 lutego 2020 w zremisowanym 1:1 domowym meczu z FK Rostów. W lipcu 2020 został wykupiony przez Achmat za kwotę pół miliona euro.
| Sezon   | Klub          | Kraj   | Rozgrywki           | Mecze | Gole |
| ------- | ------------- | ------ | ------------------- | ----- | ---- |
| 2013/14 | FK Teleoptik  | Serbia | Prva liga           | 25    | 2    |
| 2014/15 | FK Teleoptik  | Serbia | Srpska liga Beograd | 21    | 3    |
| 2015/16 | FK Teleoptik  | Serbia | Srpska liga Beograd | 11    | 0    |
| 2015/16 | FK Partizan   | Serbia | Super liga          | 16    | 0    |
| 2016/17 | FK Partizan   | Serbia | Super liga          | 3     | 0    |
| 2016/17 | FK Čukarički  | Serbia | Super liga          | 15    | 0    |
| 2017/18 | FK Čukarički  | Serbia | Super liga          | 35    | 0    |
| 2018/19 | FK Čukarički  | Serbia | Super liga          | 32    | 1    |
| 2019/20 | FK Čukarički  | Serbia | Super liga          | 12    | 1    |
| 2019/20 | Achmat Grozny | Rosja  | Priemjer-Liga       | 10    | 0    |
| 2020/21 | Achmat Grozny | Rosja  | Priemjer-Liga       | 29    | 0    |

## Kariera reprezentacyjna
Bogosavac grał w młodzieżowych reprezentacjach Serbii na szczeblach U-19 i U-21. W reprezentacji Serbii zadebiutował 20 marca 2019 w zremisowanym 1:1 towarzyskim meczu z Niemcami, rozegranym w Wolfsburgu.